# Татарское Абдикеево
Татарское Абдикеево — село в Шенталинском районе Самарской области в составе сельского поселения Каменка.

## География
Находится на расстоянии примерно 18 километров по прямой на восток-юго-восток от районного центра станции Шентала.

## Население
Постоянное население составляло 537 человек (татары 98%) в 2002 году, 474 в 2010 году.